# Albert Walch
Pour les articles homonymes, voir Walch.
Albert Walch (né le 10 octobre 1816 à Augsbourg, mort le 25 mars 1882 à Berne) est un peintre allemand.

## Biographie
Albert Walch était le fils du peintre et éditeur Johann Sebastian Walch (1787-1840). Il reçoit sa formation à partir de 1833 à l'académie des beaux-arts de Munich auprès de Peter von Cornelius. Il travaille ensuite dans la maison d'édition de son père (de) et de son frère Adolf Walch (1815-1886) jusqu'à ce qu'il se rende à Rome de 1847 à 1849. En 1849, il s'installe à Berne, où il travaille également comme professeur à l'école des beaux-arts de 1871 jusqu'à sa mort.
Il peint des portraits, des tableaux d'histoire et de genre, dessine des décorations festives, des monnaies et des objets décoratifs. Les dessins de Helvetia debout et de la tête de Helvetia pour les pièces suisses sont ses plus connus à ce jour.

## Œuvre
Pièces

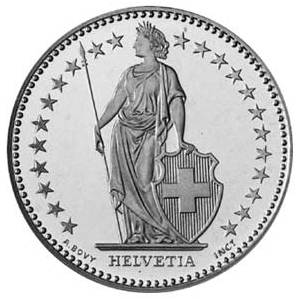
Helvetia debout, pièce de 2 francs suisses, gravure d'Antoine Bovy.

- 1874 : Pièce de 2 francs suisses (de) (Helvetia debout)
- 1875 : Pièce de 1 franc suisse (de) et pièce d'un demi-franc (Helvetia debout)
- 1883 : Pièce de 20 francs suisses Helvetia (de)